# Berga (Kyffhäuser)

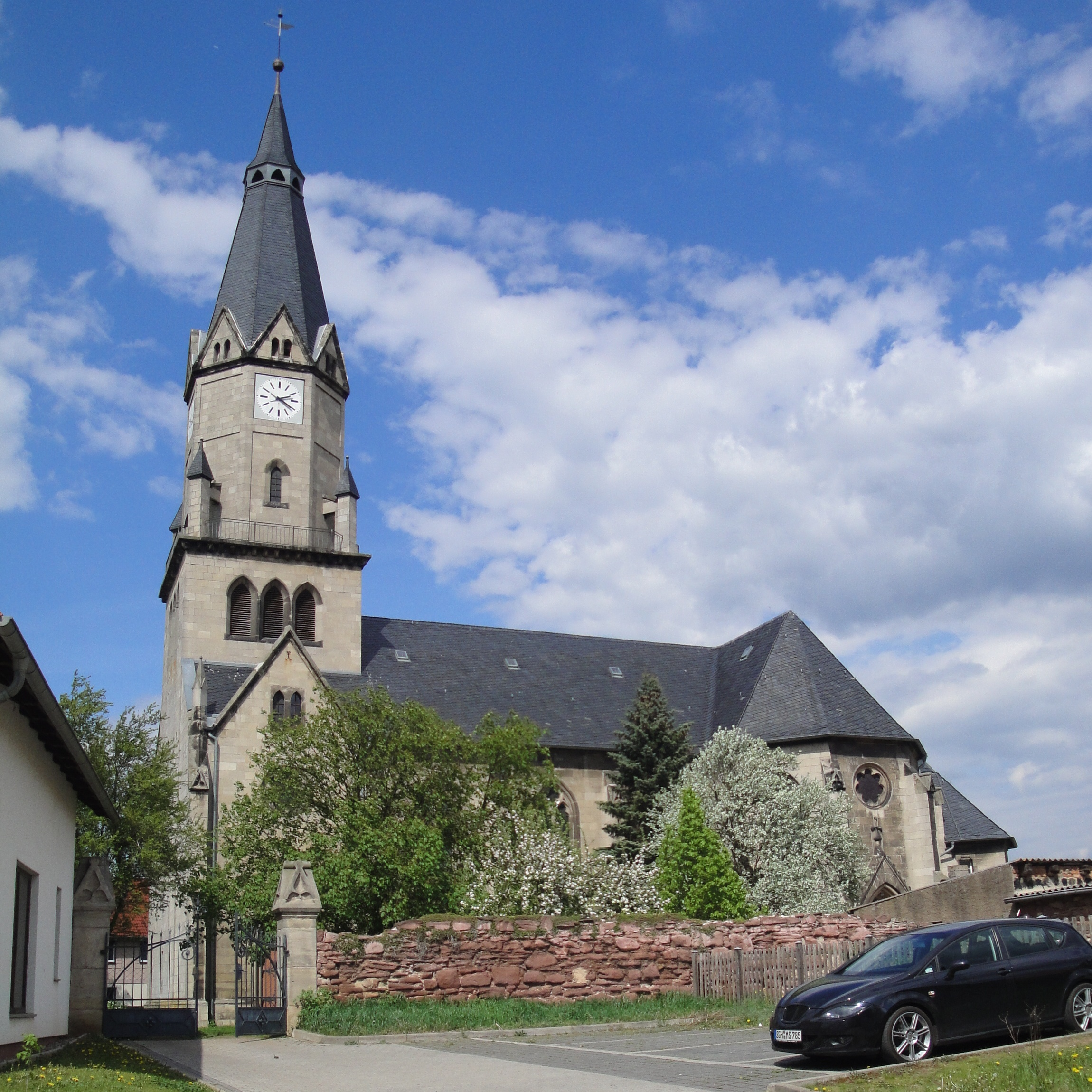
Kerk

Berga is een gemeente in de Duitse deelstaat Saksen-Anhalt, en maakt deel uit van de Landkreis Mansfeld-Südharz.
Berga telt 1.668 inwoners.
Ahlsdorf ·
Allstedt ·
Arnstein ·
Benndorf ·
Berga ·
Brücken-Hackpfüffel ·
Blankenheim ·
Bornstedt ·
Edersleben ·
Eisleben ·
Gerbstedt ·
Helbra ·
Hergisdorf ·
Hettstedt ·
Kelbra ·
Klostermansfeld ·
Mansfeld ·
Sangerhausen ·
Seegebiet Mansfelder Land ·
Südharz ·
Wallhausen ·
Wimmelburg